# Divizia Națională 2021/22
Die Divizia Națională 2021/22 war die 31. Saison der höchsten moldauischen Spielklasse im Männerfußball. Sie begann am 1. Juli 2021 und endete am 14. Mai 2022.
Meister wurde Titelverteidiger Sheriff Tiraspol.

## Modus
Acht Mannschaften spielten im Verlauf der Saison an 28 Spieltagen viermal gegeneinander; zweimal zu Hause und zweimal auswärts. Der Tabellenletzte stieg direkt ab. Der Meister qualifizierte sich für die Champions League, der Zweite, Dritte und Pokalsieger für die Europa Conference League.

## Mannschaften
| Verein                    | Stadt    | Stadion                      | Kapazität |
| ------------------------- | -------- | ---------------------------- | --------- |
| FC Bălți                  | Bălți    | Stadionul Olimpia Bălți      | 05.953    |
| Dinamo-Auto Tiraspol      | Tiraspol | Stadionul Dinamo-Auto        | 01.300    |
| FC Florești               | Florești | Stadionul Dinamo Bender      | 05.003    |
| FC Milsami                | Orhei    | CSR Orhei                    | 02.539    |
| Petrocub Hîncești         | Hîncești | Stadionul Orășenesc Hîncești | 02.672    |
| Sfîntul Gheorghe Suruceni | Suruceni | Stadionul Suruceni           | 01.500    |
| Sheriff Tiraspol          | Tiraspol | Sheriff-Stadion              | 13.460    |
| Zimbru Chișinău           | Chișinău | Stadionul Zimbru             | 10.600    |

## Abschlusstabelle
| Pl. | Verein                        | Sp. | S  | U | N  | Tore    | Diff. | Punkte |
| --- | ----------------------------- | --- | -- | - | -- | ------- | ----- | ------ |
| 1.  | Sheriff Tiraspol (M)          | 28  | 22 | 4 | 2  | 075:800 | +67   | 70     |
| 2.  | Petrocub Hîncești             | 28  | 20 | 4 | 4  | 062:200 | +42   | 64     |
| 3.  | FC Milsami                    | 28  | 15 | 6 | 7  | 050:310 | +19   | 51     |
| 4.  | Sfîntul Gheorghe Suruceni (P) | 28  | 10 | 8 | 10 | 038:390 | −1    | 38     |
| 5.  | FC Bălți (N)                  | 28  | 11 | 3 | 14 | 039:390 | ±0    | 36     |
| 6.  | Dinamo-Auto Tiraspol          | 28  | 9  | 5 | 14 | 035:720 | −37   | 32     |
| 7.  | Zimbru Chișinău               | 28  | 7  | 6 | 15 | 032:460 | −14   | 27     |
| 8.  | FC Florești 1 2               | 28  | 0  | 0 | 28 | 012:880 | −76   | −6     |

Platzierungskriterien: 1. Punkte – 2. Direkter Vergleich (Punkte, Tordifferenz, geschossene Tore) – 3. Siege – 4. Tordifferenz – 5. geschossene Tore
| (M) | amtierender moldauischer Meister     |
| (P) | amtierender moldauischer Pokalsieger |
| (N) | Neuaufsteiger der letzten Saison     |

## Kreuztabelle
| Spieltage 1–14            | BĂL | DAT | FLO | MIL | PET | SFÎ | SHF | ZIM |
| ------------------------- | --- | --- | --- | --- | --- | --- | --- | --- |
| FC Bălți                  |     | 2:4 | 3:1 | 0:1 | 2:4 | 1:2 | 0:2 | 2:1 |
| Dinamo-Auto Tiraspol      | 1:4 |     | 1:0 | 1:3 | 0:2 | 2:2 | 0:7 | 3:3 |
| FC Florești               | 1:3 | 0:1 |     | 0:3 | 0:1 | 1:5 | 1:3 | 1:3 |
| FC Milsami                | 1:1 | 4:1 | 4:1 |     | 2:1 | 1:1 | 0:1 | 1:0 |
| Petrocub Hîncești         | 3:0 | 6:1 | 2:0 | 1:1 |     | 5:0 | 0:2 | 1:0 |
| Sfîntul Gheorghe Suruceni | 1:1 | 0:1 | 4:1 | 3:4 | 0:1 |     | 0:3 | 1:0 |
| Sheriff Tiraspol          | 0:1 | 7:1 | 4:0 | 1:0 | 2:0 | 4:0 |     | 6:0 |
| Zimbru Chișinău           | 2:3 | 3:0 | 4:0 | 0:2 | 0:1 | 1:1 | 1:1 |     |

| Spieltage 15–28           | BĂL | DAT | FLO | MIL | PET | SFÎ | SHF | ZIM |
| ------------------------- | --- | --- | --- | --- | --- | --- | --- | --- |
| FC Bălți                  |     | 3:0 | 3:0 | 0:1 | 1:2 | 0:0 | 0:3 | 1:0 |
| Dinamo-Auto Tiraspol      | 1:0 |     | 3:0 | 2:2 | 0:0 | 0:1 | 0:3 | 0:0 |
| FC Florești               | 0:3 | 1:5 |     | 0:3 | 3:4 | 0:3 | 1:3 | 0:3 |
| FC Milsami                | 0:2 | 2:5 | 5:0 |     | 1:3 | 2:2 | 1:1 | 3:0 |
| Petrocub Hîncești         | 3:2 | 5:0 | 3:0 | 1:0 |     | 1:1 | 0:0 | 5:1 |
| Sfîntul Gheorghe Suruceni | 1:0 | 4:0 | 3:0 | 2:0 | 0:4 |     | 0:2 | 0:1 |
| Sheriff Tiraspol          | 2:0 | 7:0 | 3:0 | 0:1 | 1:0 | 2:0 |     | 4:0 |
| Zimbru Chișinău           | 2:1 | 1:2 | 3:0 | 1:2 | 0:3 | 1:1 | 1:1 |     |

## Relegation
| Datum                     |                   | Ergebnis |                 |
| ------------------------- | ----------------- | -------- | --------------- |
| 26. Mai 2022 um 18:00 Uhr | Spartanii Selemet | 0:1      | Zimbru Chișinău |

## Torschützenliste
| Pl. | Spieler           | Mannschaft                | Tore |
| --- | ----------------- | ------------------------- | ---- |
| 1.  | Vladimír Ambros   | Petrocub Hîncești         | 17   |
| 2.  | Sergiu Istrati    | FC Milsami                | 15   |
| 3.  | Momo Yansané      | Petrocub Hîncești         | 11   |
| 3.  | Mihai Plătică     | Sheriff Tiraspol          | 11   |
| 5.  | Emmanuel Alaribe  | FC Bălți                  | 08   |
| 5.  | Adama Traoré      | Sheriff Tiraspol          | 08   |
| 7.  | Victor Stînă      | Petrocub Hîncești         | 07   |
| 7.  | Artem Fedorow     | FC Bălți                  | 07   |
| 7.  | Serhij Molotschko | FC Bălți                  | 07   |
| 7.  | Nichita Moțpan    | Sfîntul Gheorghe Suruceni | 07   |